# 浦田尚克
浦田尚克（うらた まさかつ、1982年9月27日 - ）は、日本の作曲家、編曲家、ギタリストである。神奈川県出身。血液型はAB型。

## 略歴
高2からギターを始め、7弦ギタリストのパイオニア小林信一に師事。シンコーミュージック・エンタテイメントプレゼンツ『GITマスターズ2000』入賞、ソニー・ミュージック SDオーディションにて最優秀ギタリスト賞を受賞。ミュージシャンズ・インスティチュートアメリカ本校での研修経験や、21歳からESP/MI JAPANのGIT,GIT-DX講師経験もある。ポール・ギルバート、マーティ・フリードマン、長谷川浩二、菅沼孝三 、淳士らとも共演を果たす。
2010年から作曲家・編曲家としての活動を開始。編曲を手掛けた楽曲では自ら演奏家として演奏を行いギター/ベースを演奏する事もある。年代に捉われる事のないメロディメイクとトラックメイクが武器である。地下アイドルという言葉が普及前に数々のアイドルをメジャー・デビューさせ、一任者として「ヒロインたちの歌」にてCDジャーナルより書籍化される。

## 作曲作品シングル
- ジュエルペット サンシャイン（アニメ）｢イマドキ乙女｣（増山加弥乃&望月美寿々）
  - 作曲/日本コロムビア
- 戦国無双3 Z（ゲーム）天・轟歌奥義「刻～意思して候～」／置鮎龍太郎
  - サウンドプロデュース・作曲・編曲/コーエーテクモミュージック
- 真・三國無双6（ゲーム）王覇・響歌乱舞「Crimson Wings」／野島健児
  - サウンドプロデュース・作曲・編曲/コーエーテクモミュージック
- そふてにっ（アニメ） キャラソン+ドラマアルバムがっしゅく?「青春ジャンプ☆直球ファイト」／喜多村英梨
  - 編曲/ランティス
- 見逃しチャンネル（テレビ）ED ねこぱんち 「Monn light Flower」
  - 作曲/編曲/発売元SPILAL MUSIC
- ゼロの使い魔F（アニメ）ルイズ「純情シークレット」釘宮理恵
  - 作曲/オリコンシングルデイリーランキング24位,2012年2/1付,日本コロムビア
- 黄昏乙女×アムネジア（アニメ） 「CHOIR JAIL」鈴木このみ
  - 編曲（田代智一と共同）/メディアファクトリー
- LoveMarkイメージソング（アイドル）多国籍軍 「Love Spirit」
  - 作詞/作曲/編曲/発売元SPILAL MUSIC
- 多国籍軍（アイドル）
  - 「LOVE QUESTION」編曲/SPILAL MUSIC
    - オリコン インディーズ ウィークリーランキング10位（2012年7/5付）

  - 「暖かなあの道」編曲/SPILAL MUSIC
    - オリコン インディーズ ウィークリーランキング11位（2012年8/20付）

  - 「LoveSpirit　Sentimental Spirit Ver.」作詞/作曲/編曲
  - 「永遠に続くこのメロディ」/SPILAL MUSIC
    - オリコン ウィークリーランキング22位（2012年11/11付）

  - 「永遠に続くこのメロディ」作曲/編曲
  - 「Lovenemiss」作曲/編曲
  - 「小指」作曲/編曲
- AsoBit☆Girls A-Style（アイドル） 「いじわるな女子」編曲/SPILAL MUSIC
- イニーミニーマニーモ（アイドル） 「らぶりんすたいむ」編曲
  - オリコン インディーズ ウィークリーランキング11位（2012年6/18付）
- 多国籍軍（アイドル） 「LOVE QUESTION」編曲/発売元SPILAL MUSIC
  - オリコン インディーズ ウィークリーランキング10位（2012年7/5付）
- 多国籍軍（アイドル） 「暖かなあの道」編曲/発売元SPILAL MUSIC
  - オリコン インディーズ ウィークリーランキング11位（2012年8/20付）
- 多国籍軍（アイドル） 「LoveSpirit　Sentimental Spirit Ver.」作詞/作曲/編曲
- 多国籍軍（アイドル） 「永遠に続くこのメロディ」/発売元SPILAL MUSIC
  - 「永遠に続くこのメロディ」作曲/編曲
  - オリコン ウィークリーランキング22位（2012年11/11付）
- 多国籍軍（アイドル） 「Lovenemiss」作曲/編曲
- 多国籍軍（アイドル） 「小指」作曲/編曲
- AsoBit☆Girls A-Style（アイドル） 「いじわるな女子」編曲/発売元SPILAL MUSIC
- イニーミニーマニーモ（アイドル） 「らぶりんすたいむ」編曲／オリコン インディーズ ウィークリーランキング11位（2012年6/18付）
- パワースポット（アイドル） 「Power Spot」/発売元SPILAL MUSIC
  - 「パワーアップ」編曲
  - 「私の2000年恋愛ドリーム」作曲／編曲
  - 「涙の後には虹が輝く」作曲/編曲
- パワースポット（アイドル） 「夜中の三時」作曲／編曲/オリコン インディーズ ウィークリーランキング8位（2012年6/19付）/発売元SPILAL MUSIC
- パワースポット（アイドル） 「パワー上昇」/作曲／編曲／発売元SPILAL MUSIC
  - 「ひゅ～～～ん！ドカンッ」　作曲／編曲
- パワースポット（アイドル） 「それな！」／編曲／発売元Roll together Records
  - オリコン インディーズ デイリーランキング10位（2013年3/26付）
  - 「リセットボタン」／編曲
- ウルトラガール（アイドル） 「正義の味方」作曲／編曲/発売元SPILAL MUSIC
- ウルトラガール（アイドル） 「てんきゅ！」編曲
  - オリコン インディーズ ウィークリーランキング12位（2012年10/29付）/2012年10月20日放送のTBS『ランク王国』『アキバ系ライブアイドル　注目TOP10』）
- ねがいごと（アイドル） 「おまつり少女」編曲/発売元SPILAL MUSIC
- ねがいごと（アイドル） 「ねがったりかなったり」/発売元SPILAL MUSIC
  - 「祈れ！」　作曲／編曲
  - 「おまつり少女」編曲
  - 「ピンクのドーナツ」　作曲／編曲
  - 「愛とかトキメキとか誰かちょうだいってば！！」　作曲／編曲
  - 「あいどるロックンロール」　作曲／編曲<
- ねがいごと（アイドル）　「頑張れ頑張れぇ」編曲/発売元SPILAL MUSIC
- ねがいごと（アイドル）　「12345678」編曲/発売元Roll together Records
  - フジテレビ 『ミューサタ』2013年8月エンディングテーマ
  - 「わちゃわちゃ」作曲／編曲
- BOYS AND MEN（アイドル）「YANKEE ROAD」発売元Fortune Records
  - 「ヤンファイソーレ」編曲／ギター
  - 「夢のカタチ」ギター
  - 「Voyager」ギター
- 夢みるアドレセンス「ハナモモ」編曲
  - 静岡朝日テレビ「ピンクス」2013OPテーマ曲
- 夢みるアドレセンス「17:30のアニメ」ギター
  - ヘタリア「ぷかぷか☆ばけーしょん 」ギター
  - アルバム「The Beautiful World」収録
- 滝口成美「100%以上超えて」作曲／編曲
  - フジテレビ 『ミューサタ』2013年11月エンディングテーマ
- BABYMETAL「NO RAIN, NO RAINBOW」ギター
  - LEGEND "1999" YUIMETAL & MOAMETAL 聖誕祭にて発表
- BOYS AND MEN（アイドル）「My Only Christmas Wish」ギター
  - ミルキィホームズ「We are the Miracle Holmes」ギター
  - アルバム「Dreamin'」収録
- 夢見るアドレセンス「17:30のアニメ 」ギター
  - アルバム「第一思春期」収録
- CHERASUS「Get Back Your Self 」ギター
  - 「Music In Our Joyf」ギター
  - アニメ：カードファイト!! ヴァンガード」レギオンメイト編～ ED<
- CHERASUS「Get Back Your Self 」ギター
  - 「カードファイト!! ヴァンガード」
  - ベストアルバム２ ～リンクジョーカー&レギオンメイト編～
- ニーチェ先生ドラマCD ニーチェ先生『般若心経ロック』ギター
- 滝口成美 「GEKITEKI REVOLUTION」 M3：「涙は七色に輝く」作曲・編曲・ギター
- ウルトラガール 「No1/無我夢中」
  - 「無我夢中」作曲・編曲・ギター
- DaisukI「一秒」作曲・編曲・ギター
- BOYS AND MEN「Boys Be Brave ～1万回の勇気～ 」
  - Boys Be Brave ～1万回の勇気～　ギター
- BOYS AND MEN「stand hard!　～オレらの憧れ竜戦士～ 」
  - M2:Dream Soldier  ギター
- 滝口成美 「全力！爆走少女 / ナルミリア」
  - M1:「全力！爆走少女」  作曲・編曲・ギター
  - M2:「ナルミリア  」  作曲・編曲・ギター
  - M3:「Twinkle Little Star   」  作曲
- 表参道スーパーよさこい2015高知県代表　帯屋町筋 「帯筋百景」作曲・編曲・ギター
  - 高知本祭　銀賞受賞
  - 表参道スーパーよさこい　NHK賞　受賞
- ヘタリア 「アニメ『ヘタリア The World Twinkle』 キャラクターCD Vol.6
  - フィンランド水島大宙、エストニア髙坂篤志
  - 僕いかがですか？　  作曲・編曲・ギター
  - ヘタリア 「アニメ『ヘタリア The World Twinkle』 キャラクターCD Vol.8
  - 中国 甲斐田ゆき、香港 高城元気
  - こまけーことは 不在意☆　  編曲・ギター
  - 春奈るな 『Dreamer』収録
  - 別次元LOVE　作曲
- BOYS AND MEN（アイドル）「Wanna Be!」発売元KING Records
  - 「サワディ音頭」編曲／ギター
- BOYS AND MEN アルバム「Cheers Up!」発売元KING Records
  - 「花道ゴージャス」編曲／ギター
- ULTRA GIRL　アルバム「ミラクル４U」 発売元Spiral Music
  - M1「ウルトラ応援歌」作曲／編曲／ギター
  - M3「バンジャー愛」編曲／ギター
  - M5「888」作曲／編曲
  - M6「てんきゅ！」作曲／編曲／ギター
  - M7「空回りラブレター」編曲／ギター
  - M8「机に刻んだスキデスという言葉」編曲
  - M9「君！ヒーローになって」編曲／ギター
  - M11「君にありがと」編曲／ギター
- BOYS AND MEN研究生 「ドドンコ　Don't worry」編曲／ギター
- ULTRA GIRL 「あの丘まで〜キラリ涙超えて〜」
  - M1「あの丘まで〜キラリ涙超えて〜」作曲／編曲／ギター
- Stephanie 「Aioto」
  - M4「チェリー」ギター／マニュピレート
- おとめボタン 「じゃじゃウマおてんBURN!!」
  - M1「じゃじゃウマおてんBURN!!」作曲／編曲／ギター
- RIOT BABY 「By My Side EP」
  - M2 「1-2 RIOT !」作詞／作曲／編曲／ギター
- M5 「RIOT! RIOT! (LIVE SE)」作詞／作曲／編曲／ギター
- BOYS AND MEN 「ドラMAX!!!〜オレらの憧れ竜戦士〜」
  - M2 「チョコレートプリンス」ギター
  - M3 「なごやめしのうた」編曲／ギター
- Acid Black Cherry アルバム「Acid BLOOD Cherry」
  - M2「Bad Blood」ギター／ マニュピレート
  - M8「Ride into The Fate」ギター／ マニュピレート
- ヘタリア　キャラクターソングCD The BEST Vol.3
  - M12「僕いかがですか？」作曲／ 編曲／ ギター
  - M15「こまけーことは　不在意☆」編曲／ ギター
- おとめボタン「おっと！め組の火の用心」
  - M3「ジャパパン音頭〜運気あげタイおとめ節〜」編曲／ ギター
- 亜咲花「Edelweiss」
  - M1「Edelweiss」 ギター
  - （TVアニメ「セントールの悩み」EDテーマ）
- パワースポット（アイドル） 「Power Spot」/SPILAL MUSIC
  - 「パワーアップ」編曲
  - 「私の2000年恋愛ドリーム」作曲/編曲
  - 「涙の後には虹が輝く」作曲/編曲
- 「夜中の三時」作曲/編曲/SPILAL MUSIC
  - オリコン インディーズ ウィークリーランキング8位（2012年6/19付）
- 「パワー上昇」作曲/編曲/SPILAL MUSIC
  - 「ひゅ～～～ん!ドカンッ」作曲/編曲
- 「それな!」編曲/Roll together Records
  - オリコン インディーズ デイリーランキング10位（2013年3/26付）
  - 「リセットボタン」/編曲
- ウルトラガール
  - 「正義の味方」作曲/編曲/SPILAL MUSIC
  - 「てんきゅ!」編曲
  - オリコン インディーズ ウィークリーランキング12位（2012年10/29付）
  - 2012年10月20日放送TBS『ランク王国』『アキバ系ライブアイドル　注目TOP10』）
  - 「おまつり少女」編曲/SPILAL MUSIC
- ねがいごと（アイドル） 「ねがったりかなったり」/SPILAL MUSIC
  - 「祈れ!」作曲/編曲
  - 「おまつり少女」編曲
  - 「ピンクのドーナツ」作曲/編曲
  - 「愛とかトキメキとか誰かちょうだいってば!!」作曲／編曲
  - 「あいどるロックンロール」作曲/編曲
  - 「頑張れ頑張れぇ」編曲/発売元SPILAL MUSIC
  - 「12345678」編曲/発売元Roll together Records
    - フジテレビ 『ミューサタ』2013年8月エンディングテーマ
    - 「わちゃわちゃ」作曲／編曲
- BOYS AND MEN（アイドル）「YANKEE ROAD」発売元Fortune Records
  - 「ヤンファイソーレ」編曲／ギター
  - 「夢のカタチ」ギター
  - 「Voyager」ギター
- 夢みるアドレセンス「ハナモモ」編曲
  - 静岡朝日テレビ「ピンクス」2013OPテーマ曲
- 夢みるアドレセンス「17:30のアニメ」ギター
- ヘタリア「ぷかぷか☆ばけーしょん 」ギター
  - アルバム「The Beautiful World」収録
- 滝口成美「100%以上超えて」作曲／編曲
  - フジテレビ 『ミューサタ』2013年11月エンディングテーマ
- BABYMETAL「NO RAIN, NO RAINBOW」ギター
  - LEGEND "1999" YUIMETAL & MOAMETAL 聖誕祭にて発表
- BOYS AND MEN（アイドル）「My Only Christmas Wish」ギター
- ミルキィホームズ「We are the Miracle Holmes」ギター
- アルバム「Dreamin'」収録
- 夢見るアドレセンス「17:30のアニメ 」ギター
  - アルバム「第一思春期」収録
- CHERASUS「Get Back Your Self 」ギター
  - 「Music In Our Joyf」ギター
  - アニメ：カードファイト!! ヴァンガード」レギオンメイト編～ ED<
- CHERASUS「Get Back Your Self 」ギター
  - 「カードファイト!! ヴァンガード」
  - ベストアルバム２ ～リンクジョーカー&レギオンメイト編～
- ニーチェ先生ドラマCD ニーチェ先生『般若心経ロック』ギター
- 滝口成美 「GEKITEKI REVOLUTION」
M3：「涙は七色に輝く」作曲・編曲・ギター
- ウルトラガール 「No1/無我夢中」
  - 「無我夢中」作曲・編曲・ギター
- DaisukI「一秒」作曲・編曲・ギター
- BOYS AND MEN「Boys Be Brave ～1万回の勇気～ 」
  - Boys Be Brave ～1万回の勇気～　ギター
- BOYS AND MEN「stand hard!　～オレらの憧れ竜戦士～ 」
  - M2:Dream Soldier  ギター
- 滝口成美 「全力！爆走少女 / ナルミリア」
  - M1:「全力！爆走少女」  作曲・編曲・ギター
  - M2:「ナルミリア  」  作曲・編曲・ギター
  - M3:「Twinkle Little Star   」  作曲
- 表参道スーパーよさこい2015高知県代表　帯屋町筋
  - 「帯筋百景」作曲・編曲・ギター
  - 高知本祭　銀賞受賞
  - 表参道スーパーよさこい　NHK賞　受賞
- ヘタリア 「アニメ『ヘタリア The World Twinkle』 キャラクターCD Vol.6
  - フィンランド水島大宙、エストニア髙坂篤志
  - 僕いかがですか？　  作曲・編曲・ギター
- ヘタリア 「アニメ『ヘタリア The World Twinkle』 キャラクターCD Vol.8
  - 中国 甲斐田ゆき、香港 高城元気
  - こまけーことは 不在意☆　  編曲・ギター
- 春奈るな 『Dreamer』収録
  - 別次元LOVE　作曲
- BOYS AND MEN（アイドル）「Wanna Be!」発売元KING Records
  - 「サワディ音頭」編曲／ギター
- BOYS AND MEN アルバム「Cheers Up!」発売元KING Records
  - 「花道ゴージャス」編曲／ギター
- ULTRA GIRL　アルバム「ミラクル４U」 発売元Spiral Music
  - M1「ウルトラ応援歌」作曲／編曲／ギター
  - M3「バンジャー愛」編曲／ギター
  - M5「888」作曲／編曲
  - M6「てんきゅ！」作曲／編曲／ギター
  - M7「空回りラブレター」編曲／ギター
  - M8「机に刻んだスキデスという言葉」編曲
  - M9「君！ヒーローになって」編曲／ギター
  - M11「君にありがと」編曲／ギター
- BOYS AND MEN研究生 「ドドンコ　Don't worry」編曲／ギター
- ULTRA GIRL 「あの丘まで〜キラリ涙超えて〜」  
  - M1「あの丘まで〜キラリ涙超えて〜」作曲／編曲／ギター
- Stephanie 「Aioto」  
  - M4「チェリー」ギター／マニュピレート
- おとめボタン 「じゃじゃウマおてんBURN!!」  
  - M1「じゃじゃウマおてんBURN!!」作曲／編曲／ギター
- RIOT BABY 「By My Side EP」  
  - M2 「1-2 RIOT !」作詞／作曲／編曲／ギター
  - M5 「RIOT! RIOT! (LIVE SE)」作詞／作曲／編曲／ギター
- BOYS AND MEN 「ドラMAX!!!〜オレらの憧れ竜戦士〜」  
  - M2 「チョコレートプリンス」ギター
  - M3 「なごやめしのうた」編曲／ギター
- Acid Black Cherry アルバム「Acid BLOOD Cherry」    
  - M2「Bad Blood」ギター／ マニュピレート
  - M8「Ride into The Fate」ギター／ マニュピレート
- ヘタリア　キャラクターソングCD The BEST Vol.3    
  - M12「僕いかがですか？」作曲／ 編曲／ ギター
  - M15「こまけーことは　不在意☆」編曲／ ギター
- おとめボタン「おっと！め組の火の用心」    
  - M3「ジャパパン音頭〜運気あげタイおとめ節〜」編曲／ ギター
- 亜咲花「Edelweiss」    
  - M1「Edelweiss」 ギター
  - TVアニメ「セントールの悩み」EDテーマ

## 作曲作品アルバム
- ゼロの使い魔 The Familiar of Zero Theme Song BEST/日本コロムビア
  - 「純情シークレット」作曲
- ジュエルペット サンシャイン はっぴぃ×3ミュージック/日本コロムビア
  - M4「ジュエルペット サンシャイン」～イマドキ乙女（増山加弥乃&望月美寿々）
- テレビこどものうた!★女の子★/日本コロムビア
  - M5「ジュエルペット サンシャイン」～イマドキ乙女（増山加弥乃&望月美寿々）
- キッズソング ぎゅっとベスト/日本コロムビア
  - M16「ジュエルペット サンシャイン」～イマドキ乙女（増山加弥乃&望月美寿々）
- こどものうた だいすきっズそんぐ～マル・マル・モリ・モリ!～/日本コロムビア
  - M17「ジュエルペット サンシャイン」～イマドキ乙女（増山加弥乃&望月美寿々）

### V.A
- IDOL PAREDE Vol.1発売元:Pony Canyon
  - M6 ねこぱんち（アイドル） 「大人の乙女」編曲
- IDOL PAREDE Vol.2
  - M5 ウルトラガール（アイドル） 「正義の味方」作曲／編曲
- IDOL PAREDE Vol.3
  - M7 多国籍軍（アイドル） 「LOVE QUESTION」
  - M8 イニーミニーマニーモ（アイドル） 「らぶりんすたいむ」編曲
  - M10 パワースポット（アイドル） 「夜中の三時」作曲／編曲

### DVD
- 戦国無双 声優奥義2011秋 /発売元コーエーテクモミュージック
- 真・三國無双 声優奥義2011秋 /発売元コーエーテクモミュージック
- SPIRAL MUSIC VIDEO COLLECTION VOL.1 [DVD] /発売元Spilal Music
- 夢みるアドレセンス「輝け!夢アドアワード2014 」
  - Disc1　M19:17:30のアニメ ギター
  - Disc2　M4:ハナモモ 編曲 ギター　M9:17:30のアニメ ギター
- BOYS AND MEN
  - 「～ボイメン☆騎士 ～夢の1万人ライブ～DVD～外資ホール一万人ワンマン！」
  - 「LIVE 2017 in 武道館〜One for All, All for One〜」
    - M1「男は歌舞いて花となれ」編曲／ ギター
    - M3「ヤンファイソーレ」編曲／ ギター
    - M4「Fight & Fire」編曲／ ギター
    - M5「なごやめしのうた」編曲／ ギター
    - M9「チョコレートプリンス」ギター
    - M11「Lovely Monster」ギター
    - M16「ドドンコ Don't worry」編曲／ ギター
    - 殺陣BGM作成

### ゲーム
- ニンテンドー3DS用ゲームソフト
  - 『ジュエルペット 魔法のリズムでイェイッ！』/発売元フリュー
- PC用ゲームソフト
  - オフライン少女主題歌「裏腹なレムナント」ギター演奏
  - 『beatrefle』BGM　制作
- スマホゲームソフト
  - 『ウマ娘プリティダービー』BGM　制作

### CM
- テーブルマーク株式会社　東京オリンピック2020 体操日本代表編　楽曲制作
- TVer+ 「みんな大好き!おはぎちゃん」楽曲制作　編曲
- 大正製薬「クラリチン」
- NTT docomo Lemino
  - 『こがけん先生の映画クリニック　これ見ておいてください』OP/BGM　制作　
  - 『銀シャリのハガキ職人全員芸人』OP/BGM　制作　
  - 『ヨネダにラブ・ソングを…』OP/BGM　制作　
  - 『東野幸治のアニ☆カツ』OP/BGM　制作　
  - 『チュート徳井の週末チェアリング』OP/BGM　制作　　
  - 『男ブラめし～謎の怪しんぼグルメ～』OP/BGM　制作　
  - 『チュート徳井の恋する女のトリセツ』OP/BGM　制作

### その他
- 舞台；名古屋城RAVE渋谷コレクション マリオネットは月夜に踊る
- BOYS AND MENRETURNER
- 横浜BAY SIDE MARINAキャンペーンソング
- なごやめし博覧会2013
- -SAGA Night art Project-『WONDER AQUA』　CM音楽/BGM制作
- 映画「BOYS AND MEN〜One For All, All For One〜」
  - 「なごやめしのうた」編曲／ ギター

## ギターサポートワーク
D-51、西野綾、岡本隆根、LEGOLGEL、近藤葵、deuxunni、玉置成実、高崎愛梨　他多数